# Metropolitanato de Ganos y Cora
El metropolitanato de Ganos y Cora (en griego: Ιερά Μητρόπολη Γάνου και Χώρας) es una diócesis de la Iglesia ortodoxa perteneciente al patriarcado de Constantinopla, que se halla vacante desde el vaciamiento de sus fieles en 1922. Su sede estuvo en Ganos (la actual Gaziköy) hasta que en 1912 fue trasladada a Cora (la actual Hoşköy) en Turquía. Su titular lleva el título metropolitano de Ganos y Cora, el más honorable ('hypertimos') y exarca de la costa tracia (en griego: Ο Γάνου και Χώρας, υπέρτιμος και έξαρχος Θράκης παραλίας). Es una antigua sede metropolitana del patriarcado de Constantinopla.

## Territorio
El metropolitanato de Ganos y Cora se encuentra en la provincia de Tekirdağ. Limita al norte y al oeste con el metropolitanato de Heraclea; al sudeste con el mar de Mármara; y al sudoeste con el metropolitanato de Miriofito y Peristasis.

## Historia
Ganos fue parte de la diócesis de Peristasis, sufragánea de Heraclea, hasta que antes de 1324 se volvió una arquidiócesis autocéfala. En 1347 pasó a ser un metropolitanato. Cora fue construida por el emperador Juan III Ducas Vatatzés circa 1235 a 5 km de Ganos. Ganos y Cora fueron ocupadas por el Imperio otomano circa 1360.
En 1912 un terremoto destruyó la sede del metropolitano en Ganos y se decidió su transferencia a Cora. El 28 de julio de 1920 el área del metropolitanato fue anexada a Grecia, pero tras la derrota griega en Asia Menor, en octubre de 1922 la población ortodoxa que vivía al este del río Maritsa debió ser evacuada al oeste de ese río, ya que el 12 de noviembre de 1922 el área fue entregada a Turquía. Tras los acuerdos del Tratado de Lausana de 1923, que obligó al intercambio de poblaciones entre Grecia y Turquía, ninguna población ortodoxa permaneció dentro de los límites del metropolitanato de Ganos y Cora, que dejó de hecho de existir.

## Cronología de los obispos
- Gerásimo † (septiembre de 1798-28 de mayo de 1821 ejecutado por los otomanos)
- Leoncio II † (mediados de 1821-mayo de 1835) (trasladado a Sisanion)
- Macario II † (mayo de 1835-15 de abril de 1837 falleció)
- Melecio † (27 de abril de 1837-mayo de 1841) (trasladado a Dimitrias)
- Mateo III † (mayo de 1841-diciembre de 1845) (trasladado a Samakovion)
- Cirilo II † (diciembre de 1845-agosto de 1848 falleció)
- Cirilo III † (20 de agosto de 1848-15 de marzo de 1853) (trasladado al metropolitanato de Adrianópolis)
- Crisanto † (15 de marzo de 1853-17 de abril de 1873 renunció)
- Gregorio III † (17 de abril de 1873-julio de 1873 falleció)
- Timoteo I † (14 de julio de 1873-12 de mayo de 1875 falleció)
- Partenio † (22 de mayo de 1875-11 de febrero de 1881) (trasladado a Sozoagatópolis)
- Benedicto † (11 de febrero de 1881-17 de febrero de 1886) (trasladado al metropolitanato de Pisidia)
- Policarpo † (9 de marzo de 1886-1 de agosto de 1891) (trasladado al metropolitanato de Varna)
- Dionisio II † (1 de agosto de 1891-10 de septiembre de 1897 falleció)
- Constantino II † (27 de septiembre de 1897-23 de mayo de 1900) (trasladado a Sozoagatópolis)
- Constantino III † (3 de junio de 1900-3 de junio de 1906) (trasladado al metropolitanato de Pisidia)
- Constancio II † (3 de junio de 1906-21 de agosto de 1906 renunció)
- Constantino IV † (22 de agosto de 1906-12 de mayo de 1909) (trasladado a Anchialos)
- Serafín † (14 de mayo de 1909-29 de julio de 1913 falleció)
- Timoteo II † (10 de septiembre de 1913-7 de octubre de 1924) (trasladado a Metsovon)	
  - Sede vacante (1924-1943)
- Pancracio † (5 de octubre de 1943-30 de mayo de 1952 falleció)
  - Sede vacante (1952-2007)
- Nectario † (29 de agosto de 2007-31 de diciembre de 2009 falleció)
  - Sede vacante (desde 2009)